# Aplochlora vivilaca
Aplochlora vivilaca är en fjärilsart som beskrevs av Walker 1861. Aplochlora vivilaca ingår i släktet Aplochlora och familjen mätare. Inga underarter finns listade i Catalogue of Life.